# Records du Sri Lanka d'athlétisme

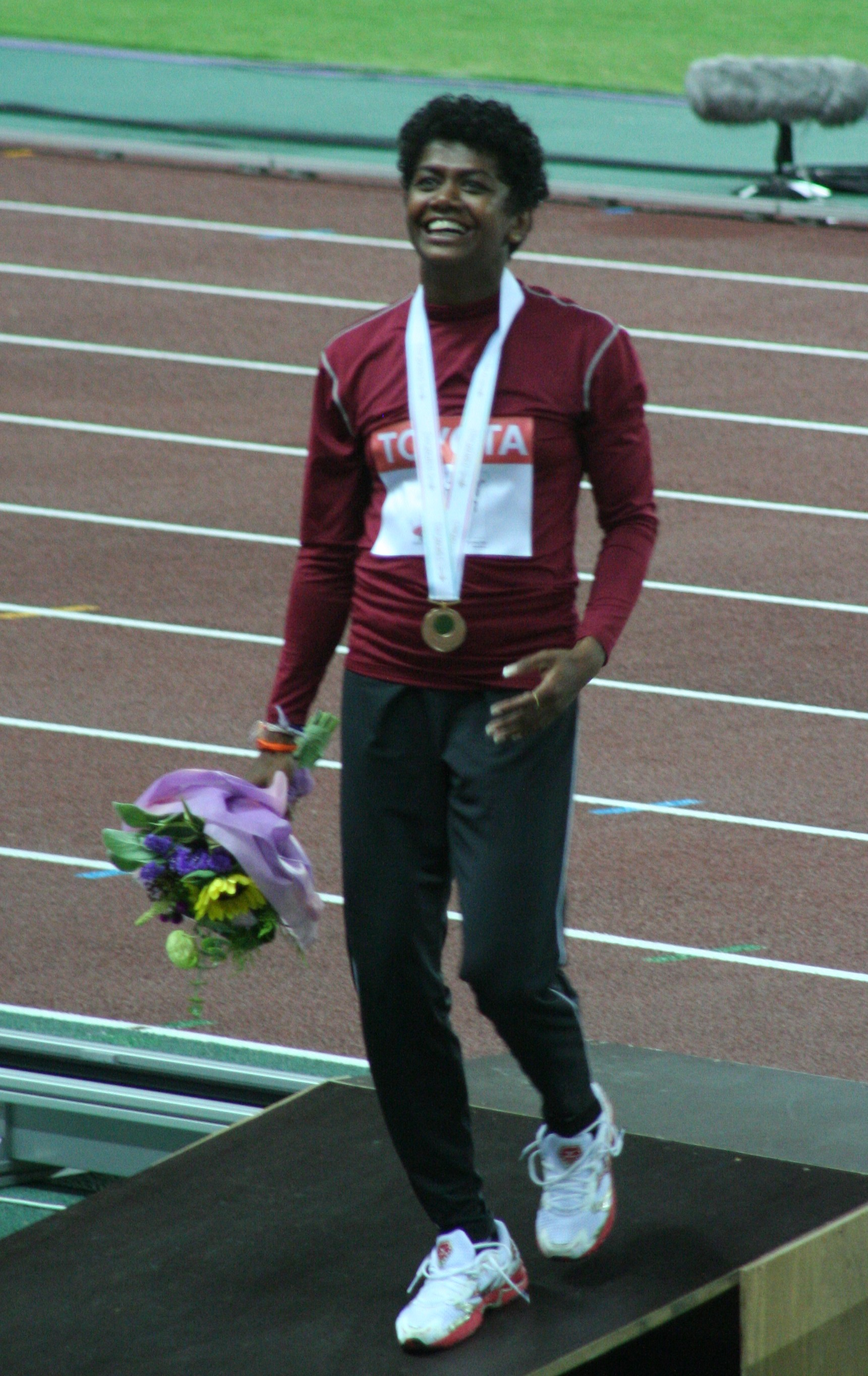
Susanthika Jayasinghe détient plusieurs records du Sri Lanka.

Les records du Sri Lanka d'athlétisme sont les meilleures performances réalisées par des athlètes srilankais et homologuées par la Fédération srilankaise d'athlétisme (AASL).

## Plein air

### Hommes
| Épreuve              | Record | Athlète                                                                                     | Date            | Compétition                        | Lieu              | Réf.   |
| -------------------- | --- | ------------------------------------------------------------------------------------------- | --------------- | ---------------------------------- | ----------------- | ------ |
| 100 m                | 9 s 96 (+ 1,6 m/s) | Yupun Abeykoon                                                                              | 3 juillet 2022  | Résisprint International           | La Chaux-de-Fonds | [ 1 ]  |
| 200 m                | 20 s 37 (+ 0,1 m/s) | Yupun Abeykoon                                                                              | 22 mai 2022     | Castiglione International Meeting  | Grosseto          | [ 2 ]  |
| 400 m                | 44 s 61 | Sugath Thilakaratne                                                                         | 20 juillet 1998 | Championnats d'Asie                | Fukuoka           |        |
| 800 m                | 1 min 47 s 13 | Indunil Herath                                                                              | 16 juin 2018    |                                    | Nairobi           | [ 3 ]  |
| 1 500 m              | 3 min 39 s 61 | Chaminda Wijekoon                                                                           | 30 août 2011    | Championnats du monde              | Daegu             | [ 4 ]  |
| 3 000 m              | 8 min 02 s 91 | Chaminda Wijekoon                                                                           | 12 juin 2011    | Meeting di Primavera               | Mondovì           | [ 5 ]  |
| 5 000 m              | 14 min 08 s 5 | Kathan A. Chandradas                                                                        | 20 février 2004 |                                    | Colombo           |        |
| 10 000 m             | 29 min 18 s 0 | Lucien Sellapuliage B. Rosa                                                                 | 13 mai 1975     |                                    | Arkansas City     |        |
| Semi-marathon        | 1 h 04 min 45 s | Anuradha Cooray                                                                             | 10 mai 2015     |                                    | Hackney           |        |
| Marathon             | 2 h 13 min 47 s | Anuradha Cooray                                                                             | 26 avril 2015   | Marathon de Londres                | Londres           | [ 6 ]  |
| 110 m haies          | 13 s 72 (-1,2 m/s) | Janindu Induwara Lakvijaya                                                                  | 30 juillet 2023 | Championnats du Sri Lanka          | Diyagama          | [ 7 ]  |
| 400 m haies          | 49 s 44 | Harijan Ratnayake                                                                           | 31 août 2000    | Championnats d'Asie                | Jakarta           |        |
| 3 000 m steeple      | 8 min 45 s 53 | Shanta Mendis                                                                               | 28 juin 1998    |                                    | Colombo           |        |
| Saut en hauteur      | 2,30 m | Ushan Thiwanka                                                                              | 8 mai 2021      | Lone Star Conference               | Canyon            | [ 8 ]  |
| Saut à la perche     | 5,17 m | Arunthavarasa Puvitharan                                                                    | 31 mars 2024    |                                    | Diyagama          |        |
| Saut en longueur     | 8,15 m | Amila Jayasiri                                                                              | 16 août 2016    |                                    | Diyagama          | [ 9 ]  |
| Triple saut          | 16,72 m (+1,5 m/s) | Shreshan Dhananjaya                                                                         | 31 mars 2023    | Championnats militaires            | Diyagama          | [ 10 ] |
| Lancer du poids      | 17,55 m | Charith Kapukotuwa                                                                          | 1er juin 2017   | Sélections aux championnats d'Asie | Diyagama          | [ 11 ] |
| Lancer du disque     | 56,40 m | Gayan Jayawardane                                                                           | 3 août 2018     | Championnats du Sri Lanka          | Colombo           | [ 12 ] |
| Lancer du marteau    | 52,53 m | Charith Kapukotuwa                                                                          | 1er mai 2015    |                                    | Pueblo            |        |
| Lancer du javelot    | 85,78 m | Sumeda Ranasinghe                                                                           | 9 mars 2025     |                                    | Diyagama          | [ 13 ] |
| Décathlon            | 7 356 pts | Ajith Kumara Karunathilaka                                                                  | 4 août 2018     | Championnats du Sri Lanka          | Colombo           |        |
| Décathlon            | 11 s 14 (100 m), 7,35 m (longueur), 10,83 m (poids), 1,90 m (hauteur), 49 s 36 (400 m) / 14 s 79 (110 m haies), 36,14 m (disque), 4,40 m (perche), 58,89 m (javelot), 4 min 49 s 83 (1 500 m) |                                                                                             |                 |                                    |                   |        |
| 20 km marche (route) | 1 h 30 min 10 s | G.S. Chamila Chandika                                                                       | 18 février 2017 | Championnats d'Inde de marche      | New Delhi         |        |
| 50 km marche (route) | |                                                                                             |                 |                                    |                   |        |
| 4 × 100 m            | 39 s 08 | Équipe nationale Himasha Eashan Shehan Ambeypitiya Mohamed Ashrof Vinoj M. de Silva         | 14 avril 2018   | Jeux du Commonwealth               | Gold Coast        | [ 14 ] |
| 4 × 400 m            | 3 min 1 s 56 | Équipe nationale Aruna Dharshana Rajitha Niranjan Rajakaruna Pabasara Niku Kalinga Kumarage | 16 juillet 2023 | Championnats d'Asie                | Bangkok           | [ 15 ] |

### Femmes
| Épreuve              | Record | Athlète                                                                                            | Date              | Compétition               | Lieu        | Réf.   |
| -------------------- | --- | -------------------------------------------------------------------------------------------------- | ----------------- | ------------------------- | ----------- | ------ |
| 100 m                | 11 s 04 (-0,5 m/s) | Susanthika Jayasinghe                                                                              | 9 septembre 2000  |                           | Yokohama    |        |
| 200 m                | 22 s 28 (+0,7 m/s) | Susanthika Jayasinghe                                                                              | 28 septembre 2000 | Jeux olympiques           | Sydney      |        |
| 400 m                | 51 s 05 | Damayanthi Dharsha                                                                                 | 30 août 2000      | Championnats d'Asie       | Jakarta     |        |
| 800 m                | 2 min 0 s 66 | Tharushi Karunarathna                                                                              | 16 juillet 2023   | Championnats d'Asie       | Bangkok     | [ 16 ] |
| 1 500 m              | 4 min 09 s 12 | Gayanthika Abeyratne                                                                               | 30 octobre 2021   | Championnats du Sri Lanka | Colombo     | [ 17 ] |
| 3 000 m              | 9 min 41 s 44 | Kusumalatha Samarakoon                                                                             | 22 octobre 1995   |                           | Colombo     |        |
| 5 000 m              | 15 min 52 s 60 | Rasara Wijesuriya                                                                                  | 26 juillet 2025   | Universiades              | Bochum      | [ 18 ] |
| 10 000 m             | 32 min 52 s 20 | Rasara Wijesuriya                                                                                  | 21 juillet 2025   | Universiades              | Bochum      |        |
| Semi-marathon        | 1 h 14 min 7 s | Hiruni Wijayaratne                                                                                 | 24 février 2018   |                           | Mesa        | [ 19 ] |
| Marathon             | 2 h 34 min 10 s | Hiruni Wijayaratne                                                                                 | 28 avril 2019     | Marathon de Düsseldorf    | Düsseldorf  | [ 20 ] |
| 100 m haies          | 12 s 91 (+1,2 m/s) | Sriyani Kulawansa                                                                                  | 29 juillet 1996   | Jeux olympiques           | Atlanta     |        |
| 400 m haies          | 56 s 45 | Christine Merrill                                                                                  | 8 juin 2013       |                           | Chula Vista | [ 21 ] |
| 3 000 m steeple      | 9 min 40 s 24 | Nilani Rathnayake                                                                                  | 9 avril 2022      | Championnats du Sri Lanka | Diyagama    | [ 22 ] |
| Saut en hauteur      | 1,85 m | Priyangika Madumanthi                                                                              | 8 mars 2008       |                           | Kochi       |        |
| Saut à la perche     | 3,72 m | Nesara Daksitha                                                                                    | 27 juin 2024      | Championnats du Sri Lanka | Diyagama    |        |
| Saut en longueur     | 6,65 m (-1,4 m/s) | Lakshini Sarangi Silva                                                                             | 12 février 2022   |                           | Colombo     | [ 23 ] |
| Triple saut          | 13,66 m (+1,6 m/s) | Viduka Lakshani                                                                                    | 18 août 2019      | Championnats du Sri Lanka | Colombo     | [ 24 ] |
| Lancer du poids      | 15,25 m | Kumudumali Fernando                                                                                | 30 septembre 2016 | National Sports Festival  | Jaffna      | [ 25 ] |
| Lancer du disque     | 49,67 m | Emma De Silva                                                                                      | 7 avril 2018      | Berkeley Big Meet         | Berkeley    | [ 26 ] |
| Lancer du marteau    | 48,76 m | Manoji Amarasinghe                                                                                 | 24 septembre 2017 | National Sports Festival  | Matara      | [ 27 ] |
| Lancer du javelot    | 61,57 m | Dilhani Lekamge                                                                                    | 3 octobre 2023    | Jeux asiatiques           | Hangzhou    | [ 28 ] |
| Heptathlon           | 5 128 pts | Lakshika Sugandhi                                                                                  | 18 août 2019      | Championnats du Sri Lanka | Colombo     |        |
| Heptathlon           | 14 s 11 (100 m haies), 1,46 m (hauteur), 9,39 m (poids), 24 s 50 (200 m) / 6,07 m (longueur), 33,16 m (javelot), 2 min 25 s 01 (800 m) | |                   |                           |             |        |
| 20 km marche (route) | 1 h 39 min 12 s | Gallage Geetha Nandana                                                                             | 11 février 2006   |                           | Colombo     |        |
| 4 × 100 m            | 43 s 89 | Équipe nationale Susanthika Jayasinghe Anoma Sooriyaarachchi Nimi De Soysa K.V. Damaianthi Dharsha | 11 août 2001      | Championnats du monde     | Edmonton    | [ 29 ] |
| 4 × 400 m            | 3 min 30 s 88 | Équipe nationale Nadeesha Ramanayaka Jayeshi Uththara Sayuri Lakshima Tharushi Karunarathna        | 4 octobre 2023    | Jeux asiatiques           | Hangzhou    | [ 30 ] |